# Bernd Jorkisch

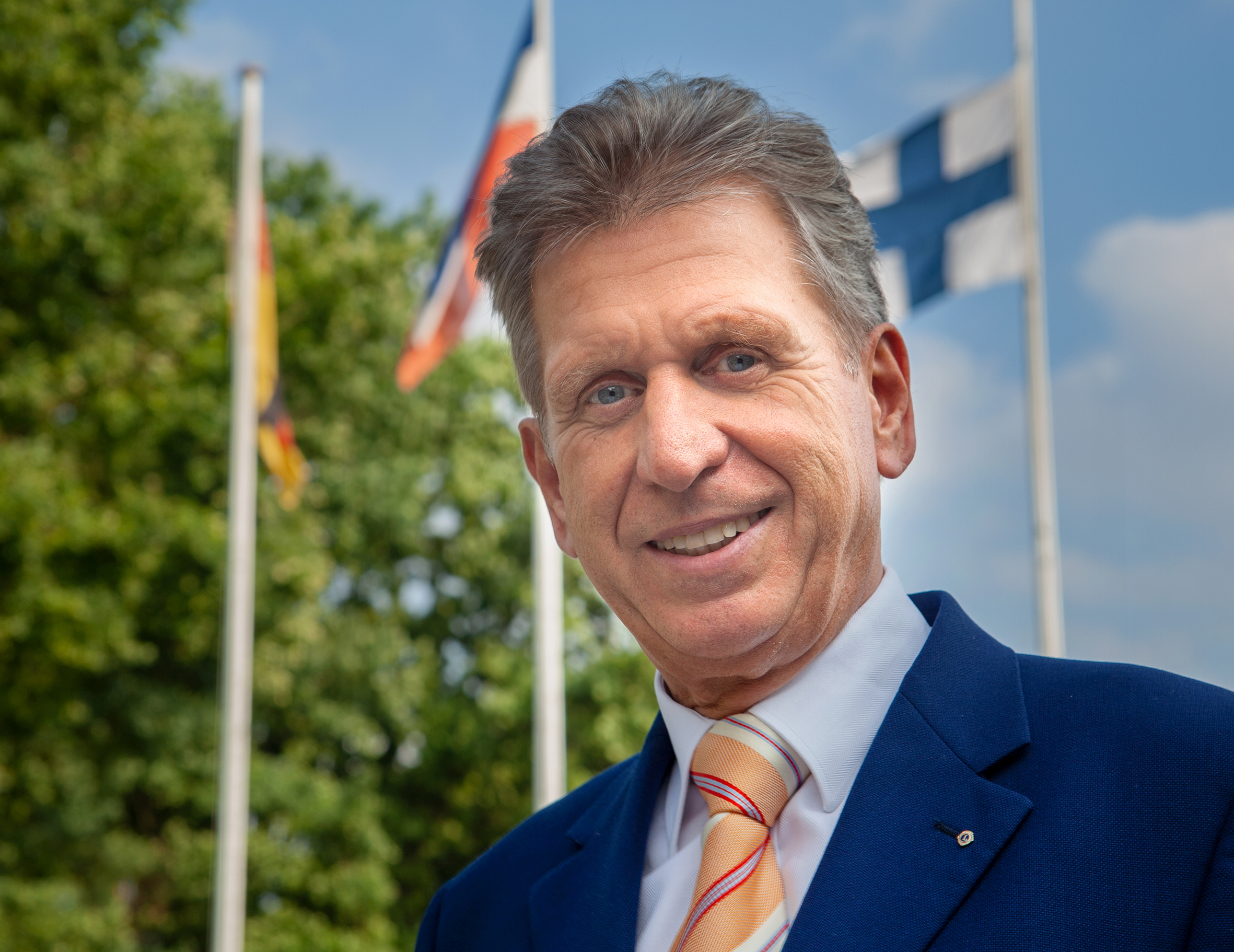
Bernd Jorkisch 2021

Bernd Edgar Jorkisch (* 6. August 1957 in Bad Segeberg) ist ein deutscher Unternehmer und Honorarkonsul der Republik Finnland.

## Leben und Beruf
Nach der mittleren Reife im Jahr 1975 absolvierte Jorkisch eine Ausbildung zum Techniker, die er im Jahr 1978 abschloss. Er stieg in den elterlichen Holzhandelsbetrieb ein und erwarb 1978 ein Kleinsägewerk in Daldorf. 1986 wurde er alleiniger Inhaber dieser Firma. 1995 erwarb er einen zweiten Standort in Fehrenbötel, Schleswig-Holstein. Von 1993 bis 2003 betrieb er ein „Joint Venture-Sägewerk“ in der Republik Lettland. Das Firmenwachstum erforderte im Jahr 1997 die Umwandlung in eine Kapitalgesellschaft. 1998 entstand der dritte Firmenstandort in Form einer Schwestergesellschaft als Produktionsstandort in Friedland, Mecklenburg-Vorpommern.
Jorkisch ist geschieden, Vater von drei Töchtern und lebt in Bad Segeberg.

## Wirken
Als Präses der IHK zu Lübeck setzte er sich von 2004 bis 2010 und als Vicepräses von 2010 bis 2016 über die Selbstverwaltung der Wirtschaft für einen Regionsbildungsprozess in Form einer norddeutschen Kooperation von Hamburg und Schleswig-Holstein ein. Als Vorsitzender des Landesfachausschusses Wirtschaft, Infrastruktur und Wohnungsbau der CDU Schleswig-Holstein engagiert er sich im Kontext wirtschaftlicher Zukunftsfragen für eine „Allianz im Norden“, die eine enge Zusammenarbeit von Hamburg, Schleswig-Holstein und Dänemark zum Ziel hat. Sein Engagement gilt parallel dem Ostseeraum und dessen Entwicklungsperspektive. Als Gründer und Vorstand des HanseBelt e. V. gilt sein Einsatz der Realisierung der festen Fehmarnbeltquerung und der Stärkung der Hansebelt-Region als Teil der neuen „Europäischen Zukunftsachse Hamburg-Kopenhagen“.
Jorkisch ist Honorarkonsul der Republik Finnland und Handelsrichter am Landgericht Lübeck.

## Gesellschaftliches Engagement, Ehrenämter
- Vorstandsvorsitzender Tafelstiftung Schleswig-Holstein / Hamburg[4][5]
- Vorstand Deutsch-Dänische Handelskammer (2016–2022)
- Aufsichtsrat der Sparkasse zu Lübeck[6]
- Mitglied in der Enquete-Kommission „Norddeutsche Kooperation“ des Schleswig-Holsteinischen Landtags (2012–2014)
- Mitglied im Bundesfachausschuss Finanzen, Wirtschaft und Energie der CDU Deutschland (2014–2021)
- Hauptsponsor des SV Todesfelde[7]
- Schirmherr der DLRG Lübeck e. V.

## Auszeichnungen
- 2006: „Förderer des Mittelstands des Jahres 2006“, Preis der Wirtschafts- und Mittelstandsvereinigung Kreisverband Lübeck
- 2006: „Anerkennungspreis Nachhaltigkeit in Schleswig-Holstein“ Preis des Vereins „Zukunftsfähiges Schleswig-Holstein“ – Förderverein der Umweltakademie e. V.
- 2010: Kammermedaille der Handelskammer Hamburg
- 2010: Silberne Ehrennadel der Kreishandwerkerschaft Mittelholstein
- 2013: Melvin Jones Fellow – Lions Club International
- 2015: Verdienstabzeichen in Gold der Deutschen Lebens-Rettungs-Gesellschaft, DLRG
- 2016: Ehrendenkmünze in Gold der Industrie- und Handelskammer zu Lübeck, IHK
- 2016: Goldene Ehrennadel des SV Todesfelde
- 2018: Bundesverdienstkreuz am Bande[8][9]
- 2019: Goldene Ehrennadel des Internats Schloss Rohlstorf
- 2022: Ehrennadel der Stadt Bad Segeberg